# Natie
Een natie is in beginsel een gemeenschap van mensen die zich verbonden voelen door gedeelde kenmerken. Het begrip is niet slechts academisch, maar heeft ook een sterke politieke lading en kent dan ook vele definities. Criteria kunnen objectief zijn zoals verwantschap, cultuur, taal of religie. Subjectieve criteria zijn verbondenheid en solidariteit die gevoeld wordt door een groep. Als de natie grotendeels samenvalt met de staat wordt wel gesproken van een natiestaat.

## Geschiedenis
Dat het begrip natie omstreden is, heeft veel te maken met de ontwikkelingen rond de ideologie van de natie, het nationalisme. Ernest Gellner definieerde dit als een politiek principe, dat ervan uitgaat dat politieke en nationale territoriale eenheden samen moeten vallen. De definitie van de natie krijgt daarmee een sterke politieke lading en wordt ingevuld aan de hand van de achterliggende belangen.
Over het algemeen wordt het ontstaan van het nationalisme gesitueerd rond de Franse Revolutie, terwijl het tot volle wasdom kwam in de negentiende eeuw, waarbij de Verlichting voor het staatsnationalisme en de Duitse romantiek voor het cultuurnationalisme en het etnisch nationalisme twee belangrijke inspiraties waren.
Het wetenschappelijke debat in de negentiende eeuw werd sterk beïnvloed door het primordialisme (primordial attachments, oorspronkelijke gehechtheden) dat stelde dat nationale identiteit een natuurlijk fenomeen zou zijn. Hierop kwam vooral in de tweede helft van de twintigste eeuw de nodige kritiek. De natie zou een moderne uitvinding zijn, samenhangend met de overgang van traditioneel gezag naar rationeel-legaal gezag gedurende de vroegmoderne tijd. Gezag werd eerder gelegitimeerd door de afkomst en het daarbij horende prestige van de heerser en was in veel mindere mate geografisch bepaald. In de middeleeuwen gold land veelal als persoonlijk bezit van de heerser en kon als zodanig dan ook opnieuw verdeeld en samengevoegd worden.
Een proto-nationaal bewustzijn werd vooral gestimuleerd door aanvallen van buitenaf. Rond 1500 waren er in Europa nog zo'n 500 staatjes in competitie met elkaar. De expansiedrang van de diverse Europese vorstenhuizen en de daarmee gepaard gaande militaire revolutie bracht een consolidatie op gang waardoor het aantal staten rond 1900 was teruggebracht tot ongeveer 20. Om de economische, industriële en militaire macht te laten groeien moest een steeds groter beroep gedaan worden op de bevolking. Staatsvorming en nationalisme gingen dan ook volgens onder meer Eric Hobsbawm vooraf aan natievorming:
Nationalism comes before nations. Nations do not make states and nationalists but the other way round.
Bij dat proces zou gebruik worden gemaakt van uitgevonden tradities en een culturele homogenisering die plaatsvond door de verspreiding van een standaardtaal, een standaardtijd en omgangsvormen en levensstijlen die nog wel variëren met de sociale rol, maar niet meer streekgebonden zijn.

## Visies van wetenschappers
De Franse filosoof Ernest Renan zag aan het einde van de negentiende eeuw in Wat is een natie? ras, taal, gemeenschappelijke belangen, religieuze affiniteit, geografie en militaire noodzaak als onvoldoende om een natie te vormen. Daarvoor was meer nodig, waaronder een heldhaftig verleden, grote mannen en glorie. Op dit sociaal kapitaal zou het nationale idee gebaseerd zijn. De natie bestaat dan uit een verleden en een heden: gemeenschappelijke roem in het verleden waarin veel dingen samen zijn gedaan en een gemeenschappelijke wil in het heden, de wil om ook in de toekomst met elkaar verder te gaan. Hij zag daarbij al dat voortschrijdend kritisch historisch onderzoek een gevaar vormde voor de natie:
Vergetelheid, en ik zou zelfs zeggen de historische vergissing, is een essentiële factor in de schepping van een volk en daarmee is de voortgang van de historische studies vaak een gevaar voor de nationaliteit.
Volgens historicus Benedict Anderson is een natie een verbeelde politieke gemeenschap.